# Coupe d'Angleterre de rink hockey
La Coupe d'Angleterre ou National Cup est la seconde compétition en importance en Angleterre après la Premier League et est disputée par tous les clubs de rink hockey anglais. Créée en 1930, la coupe fut longtemps monopolisée par les deux clubs de la ville de Herne Bay, le Herne Bay et le Herne Bay United, détenteur de tous les titres jusqu'en 1953.

## Vainqueurs
| Année | Champion         | Année | Champion         | Année | Champion               | Année | Champion          |
| ----- | ---------------- | ----- | ---------------- | ----- | ---------------------- | ----- | ----------------- |
| 1930  | Herne Bay (gl)   | 1955  | Herne Bay        | 1980  | Southsea               | 2005  | Bury St Edmunds   |
| 1931  | Herne Bay        | 1956  | Herne Bay        | 1981  | Southsea               | 2006  | Herne Bay United  |
| 1932  | Herne Bay        | 1957  | Great Harwood    | 1982  | Southsea               | 2007  | Herne Bay United  |
| 1933  | Herne Bay        | 1958  | Herne Bay        | 1983  | Southsea               | 2008  | Herne Bay United  |
| 1934  | Herne Bay        | 1959  | Rochester        | 1984  | Herne Bay              | 2009  | Herne Bay United  |
| 1935  | Herne Bay United | 1960  | Rochester        | 1985  | Southsea               | 2010  | Middlesbrough RHC |
| 1936  | Herne Bay        | 1961  | Birchpark        | 1986  | Southsea               | 2011  | Herne Bay United  |
| 1937  | Herne Bay United | 1962  | Alexandra Palace | 1987  | Southsea               | 2012  | Middlesbrough RHC |
| 1938  | Herne Bay        | 1963  | Herne Bay        | 1988  | Southsea               | 2013  | Grimsby           |
| 1939  | Herne Bay        | 1964  | Wolverhampton    | 1989  | Southsea               | 2014  | Grimsby           |
| 1940  | Herne Bay        | 1965  | Wolverhampton    | 1990  | Maidstone              | 2015  | Middlesbrough RHC |
| 1941  | Herne Bay        | 1966  | Folkstone        | 1991  | Southsea               |       |                   |
| 1942  | Herne Bay        | 1967  | Folkstone        | 1992  | Herne Bay              |       |                   |
| 1943  | Herne Bay        | 1968  | Folkstone        | 1993  | Herne Bay              |       |                   |
| 1944  | Herne Bay        | 1969  | Bury St Edmonds  | 1994  | Herne Bay              |       |                   |
| 1945  | Herne Bay        | 1970  | Wolverhampton    | 1995  | Middlesbrough RHC (en) |       |                   |
| 1946  | Herne Bay        | 1971  | Wolverhampton    | 1996  | Herne Bay              |       |                   |
| 1947  | Herne Bay        | 1972  | Wolverhampton    | 1997  | Maidstone              |       |                   |
| 1948  | Herne Bay        | 1973  | Southsea         | 1998  | Letchworth             |       |                   |
| 1949  | Herne Bay        | 1974  | Herne United     | 1999  | Maidstone              |       |                   |
| 1950  | Herne Bay        | 1975  | Folkstone        | 2000  | Herne Bay United       |       |                   |
| 1951  | Herne Bay        | 1976  | Southsea         | 2001  | Herne Bay United       |       |                   |
| 1952  | Herne Bay        | 1977  | Southsea         | 2002  | Herne Bay United       |       |                   |
| 1953  | Herne Bay        | 1978  | Herne Bay        | 2003  | Herne Bay United       |       |                   |
| 1954  | Great Harwood    | 1979  | Herne Bay        | 2004  | Herne Bay United       |       |                   |

## Palmarès par club
| Equipe            | Coupe |
| ----------------- | ----- |
| Herne Bay         | 32    |
| Southsea          | 13    |
| Herne Bay United  | 12    |
| Wolverhampton     | 5     |
| Folkstone         | 4     |
| Middlesbrough RHC | 4     |
| Maidstone         | 3     |
| Bury St Edmunds   | 2     |
| Rochester         | 2     |
| Great Harwood     | 2     |
| Grimsby           | 2     |
| Letchworth        | 1     |
| Alexandra Palace  | 1     |
| Birchpark         | 1     |
| TOTAL             | 79    |